# Thyridanthrax absalon
Thyridanthrax absalon är en tvåvingeart som först beskrevs av Christian Rudolph Wilhelm Wiedemann 1824.  Thyridanthrax absalon ingår i släktet Thyridanthrax och familjen svävflugor. Inga underarter finns listade i Catalogue of Life.